# Джонс, Энди
Джереми Эндрю «Энди» Джонс (англ. Jeremy Andrew "Andy" Johns; род. 29 мая 1950, Эпсом, Великобритания — 7 апреля 2013, Лос-Анджелес, США) — британский звукорежиссёр и музыкальный продюсер, наиболее известный работой над несколькими культовыми рок-альбомами, в том числе Exile on Main St. (The Rolling Stones, 1972), Marquee Moon (Television, 1977), а также серий пластинок группы Led Zeppelin записанных в 1970-х. Фирменное звучание Джонса наглядно иллюстрирует пластинка Highway группы Free, в которой он выступил продюсером и звукоинженером.

## Биография
В детстве Джонс, младший брат звукоинженера Глина Джонса, посещал Королевскую школу в Глостере. Он начал карьеру в конце 1960-х качестве оператора аудиоленты в лондонской студии Olympic Studios, отметившись в этом качестве на записях таких исполнителей, как Род Стюарт, Jethro Tull и Humble Pie. До своего девятнадцатилетия Джонс успел поработать в должности помощника звукоинженера Эдди Крамера на записях Джими Хендрикса и ряда других артистов, арендующих студию. За свою сорокалетнюю карьеру, Джонс поучаствовал в записи множества разных исполнителей — от Led Zeppelin и The Rolling Stones до Van Halen, выступая в качестве продюсера или звукоинженера. Пластинки, над которыми он работал, разошлись тиражом свыше 160 миллионов экземпляров.
Джонс был отцом бывшего барабанщика Hurt Эвана Джонса и рок-певца Уилла Джонса, а также дядей продюсера Итана Джонса (сына Глина Джонса).
Джонс умер 7 апреля 2013 года, после недолгого пребывания в больнице Лос-Анджелеса, где лечился от осложнений, вызванных язвой желудка. Ему было 62 года. У Джонса остались жена и сыновья Эван, Джесси и Уильям, внуки Леннон, Эверли, Чарли и Лука, а также Сестра Сьюзан Джонс и брат Глин Джонс.

## Дискография

### В качестве продюсера
| - Ahead Rings Out – Blodwyn Pig (1969) - As Safe as Yesterday Is – Humble Pie (1969) - Town and Country – Humble Pie (1969) - Extraction – Гэри Райт (1970) - Highway – Free (1970) - Free Live! – Free (1971) - Heartbreaker – Free (1972) - Bobby Whitlock – Бобби Уитлок (1972) - Why Dontcha – West, Bruce and Laing (1972) - Out of the Storm – Джек Брюс (1974) - Keep Yer Hand On It – String Driven Thing (1975) - In Another Land – Ларри Норман (1975) - Marquee Moon – Television (1977) - It's a Circus World – Axis (1978) - Ghost Town Parade – Лес Дудек (1978) - Foolish Behaviour – Род Стюарт (1980) - 1234 – Ронни Вуд (1981) - Hughes/Thrall – Hughes/Thrall (1982) - Stone Fury – Burns Like a Star (1983) - Idéal – Trust (1983) - Smile – Self Titled LP (1985) - Night Songs – Cinderella (1986) - Perfect Timing – McAuley Schenker Group (1987) - Loud and Clear – Autograph (1987) - Long Cold Winter – Cinderella (1988) - Four Winds – Tangier (1989) - Sahara – House of Lords (1990) | - Dirty Weapons – Killer Dwarfs (1990) - Wing and a Prayer – The Broken Homes (Produced by Andy Johns and Michael Doman. Engineered and Mixed by Andy Johns for MCA Records) (1990). - For Unlawful Carnal Knowledge – Van Halen (1991) - Under the Influence – Wildside (1992) - The Extremist – Джо Сатриани (1992) - Highcentered – Даг Олдрич (1993) - Powers of Ten (второе издание, два трека) – Шон Лейн (1993) - Time Machine – Джо Сатриани (1993) - Good Guys Don't Always Wear White – Bon Jovi (саундтрек к фильму «У ковбоев так принято») (1994) - Waking the Dead – L.A. Guns (2002) - 22nd Century Lifestyle – pre)Thing (2004) - Rips the Covers Off – L.A. Guns (2004) - Shake The Hand That Shook The World – Pepper's Ghost (2005) - Stone in the Sand – Euphoraphonic (2005) - Tales from the Strip – L.A. Guns (2005) - IV – Godsmack (2006) - The Undercover Sessions – Ill Niño (2006) - Radio Romeo – Radio Romeo (2007) - Chickenfoot – Chickenfoot (2009) - Bingo! – Steve Miller Band (2010) - Up Close – Эрик Джонсон (2010) - Double Four Time – The Swayback (2012) - Hollywood Forever – L.A. Guns (2012) - Laugh Until I Die – Sabyrtooth (2014/TBA) - Get Your Rock On – X-Drive (2014) |

### В качестве звукоинженера
| - Stand Up — Jethro Tull (1969) - Town and Country — Humble Pie (1969) - Disposable — The Deviants (1968) - Spooky Two — Spooky Tooth (1969) - Renaissance — Renaissance (1969) - Songs for a Tailor — Джек Брюс (1969) - Ssssh — Ten Years After (1969) - The Clouds Scrapbook — Clouds (1969) - Up Above our Heads — Clouds (1969) - Blind Faith — Blind Faith (1969) - Led Zeppelin II — Led Zeppelin (1969) - Led Zeppelin III — Led Zeppelin (1970) - Highway — Free (1970) - Led Zeppelin IV — Led Zeppelin (1971) - Sticky Fingers — The Rolling Stones (1971) - Brain Capers — Mott the Hoople (1971) - Sailor’s Delight — Sky (1971) - Living in the Past — Jethro Tull (1972) - Exile on Main St. — The Rolling Stones (1972) - Goats Head Soup — The Rolling Stones (1973) - Houses of the Holy — Led Zeppelin (1973) | - It’s Only Rock ’n’ Roll — The Rolling Stones (1974) - Physical Graffiti — Led Zeppelin (1975) - In Another Land — Ларри Норман (1976) - Welcome to Paradise — Рэнди Стоунхилл (1976) - Eddie Money — Эдди Мани (1977) - Foot Loose & Fancy Free — Род Стюарт (1977) - Ghost Town Parade – Лес Дудек (1978) - Blondes Have More Fun — Род Стюарт (1978) - Sky — Sky (1979) - Shadows and Light — Джони Митчелл (1980) - Coda — Led Zeppelin (1982) - Trouble at Home — Silver Condor — Джо Серисано (1983) - Immigration — Show-Ya (1987) - Glamour — Show-Ya (1988) - Wing and a Prayer — The Broken Homes (Produced by Andy Johns and Michael Doman. Engineered and Mixed by Andy Johns for MCA Records) (1990). - Highcentered — Даг Олдрич (1993) - Nightwindows — Stylus Automatic (2002) - Raw — Ra (2006) - IV — Godsmack (2006) - Radio Romeo — Radio Romeo (2007) |